# شهرستان سردینا-بودا
شهرستان سردینا-بودا (به لاتین: Seredyna-Buda Raion) یک شهرستان در اوکراین است که در استان سومی واقع شده‌است. شهرستان سردینا-بودا ۱٬۱۰۰ کیلومتر مربع مساحت و ۱۶٬۴۸۱ نفر جمعیت دارد.